# Мистерија националног парка Флеш Пит
Мистерија националног парка Флеш Пит је онлајн спекулативни пројекат еволуције и алтернативне историје који је креирао уметник Тревор Робертс који се састоји од текстуалне фикције и фотоманипулације. Пројекат се врти око измишљеног „Националног парка Мистериозна Месна Јама “, за који се каже да је Национални парк Сједињених Држава посвећен 1980-их. Истоимена 'јама' је приказана као масивни подземни организам (погрешно назван суперорганизам) недокучиве величине и мистериозне анатомије откривен средином 1970-их у близини измишљеног града Гумптион у Тексасу . Главни догађај у временској линији пројекта је катастрофална природна и вештачка катастрофа 2007. године, која је резултирала трајним затварањем парка за јавност.  Дакле, оквирна прича пројекта је да је то историјска ретроспектива парка од стране аматерског ентузијасте.

## Стварање
Слика Националног парка Мистериозна Јама Меса је први пут постављена на Редит 2019. од стране уметника Тревора Робертса. Јама меса на слици је направљена по узору на распадајућу дињу коју је Робертс пронашао на свом радном месту 2019. године, а која је фотошопована на фотографији Велике рупе, отвореног рудника у Кимберлију у Јужној Африци . Добијену слику  Робертс је стилизовао тако да изгледа као постер Националних паркова ВПА . Робертс је од тада постављао измишљена писма, дијаграме, постере, рекламе и друге материјале који опонашају стил публикација Службе Националног парка које проширују знање о Мистериозној јами меса. Документи и постови које је Робертс направио око Мистери Флесх Пит комбинују сатиру и хорор. 

## Сажето
Седамдесетих година прошлог века, посада платформе за бушење у западном Тексасу наишла је на кратер недалеко од измишљеног града Гамптиона у Тексасу. Операције бушења унутар и око овог кратера не откривају воду за пиће или уље, већ откривају крв и месо. Истраживање локације открива да се ради о огромној подземној животињи  познатој као Суперорганизам Пермског басена (СОПБ). Кратер је убрзо комерцијализовао "Анодајн Дип Еартх Мајнинг" као туристичку дестинацију,  све док локација није припојена Служби Националног парка и преименована у Национални парк Мистериозна Јама Меса. Парк је радио око тридесет година, пре него што је затворен због догађаја  4. јула 2007. године. Током вечерњих прослава, неуобичајено кишно време и електрични квар довели су до тога да СОПБ „прогута“ структуре унутар парка, а затим повраћа. Речено је да је инцидент однео животе више од 750 људи.  

### Спекулативна еволуција
СОПБ је дом широког спектра „гео-биолошких“ структура које су биле популарне дестинације за планинарење током постојања парка. Примери укључују бронхијалне шуме, или плућа, желучана мора или дигестивне области, грло организма и егзотичније органе као што су 'Баласт махуне', које су садржавале моћан афродизијак и којима је парк управљао као термални извор . Унутар СОПБ живи троглобитски екосистем организама, који је потпуно одсечен од остатка света. Већина фауне паркова укључује чланконошце, бодљокоже, мекушце, љуљке, црве и неколико врста кичмењака. Количина првобитно морских организама у СОПБ сугерише да је супер-организам некада живео у океану раније у свом животном циклусу. Примери неке од такозване 'фауне' укључују:
- "Огромне Копеподе", велики чланконожац налик пауку који је могао да нарасте до преко 6 метара  и поседовао је шаке и руке сличне људима
- "Гигантска Стонога", огроман артроплеуридни миријапод који је еволуирао на исхрану месождера
- "Гасп Сова", кичмењак који је еволуирао на начин живота сличан инсектима попут мајских муха и цикада
- „Аморфна срамота“, високо изведени рођак ласица који је изгубио већину коже, очију и других органа
- „Макробактерије“ је разнолика колекција неколико врста и подврста копнених бодљокожаца различитих величина, од којих неки воде веома друштвени начин живота
- "Мезоглеални тридекапод", јединствена врста артропода која је помогла да се филтрирају штетни паразити из артерија и крвних судова парка
- "Венозни Шембл, јединствена врста главоножаца која има десетине дугих кракова налик витицама

Најбизарнији пример фауне у СОПБ је „Сложена површинска фауна“ која је била анатомска амалгамација површинских животиња (јелена, којота, итд. ) и људи који су се спојили због бизарног феномена који се дешавао у парку.  

## У другим медијима
Столни РПГ се тренутно развија у партнерству са Ганза Гејминг.  Робертс тренутно креира и књигу.  Када књига буде објављена, требало би да садржи проширење приче и још слика, Робертс каже да ће тада завршити са пројектом.  Видео игрица заснована на Мистериозној Јами Меса била је у процесу креирања, међутим пројекат је одбачен из бројних разлога, укључујући повратне информације фанова и креативне разлике. 